# IPhone OS 2
iPhone OS 2 est la deuxième version majeure d'iOS, système d'exploitation mobile développé par Apple, il s'agit du successeur d'iPhone OS 1. C'est la première version d'iOS qui donne la possibilité à l'utilisateur de télécharger des applications depuis l'App Store. iPhone OS 2.2.1 est la dernière mise à jour d'iPhone OS 2. Elle a été remplacée par iPhone OS 3 le 17 juin 2009.
iPhone OS 2.0 est rendue disponible le 11 juillet 2008 avec la sortie de l'iPhone 3G. Les appareils fonctionnant sous IPhone OS 1 peuvent être mis à niveau vers cette version. Celle-ci introduit l'App Store, qui rend possible le téléchargement d'applications pour l'iPhone et l'iPod Touch. La mise à jour vers iPhone OS 2 coûtait 9,95 $ aux utilisateurs d'iPod Touch et était gratuite pour les utilisateurs d'iPhone.

## Applications

### Springboard
- Messages
- Calendrier
- Photos
- Appareil Photo
- YouTube
- Bourse
- Plans
- Météo
- Horloge
- Calculatrice
- Notes
- Réglages
- iTunes
- App Store

### Dock
- Téléphone
- Mail
- Safari
- iPod

## Fonctionnalités

### App Store
La fonctionnalité la plus notable d'iPhone OS 2 a été l'App Store. Avant l'introduction de cette fonctionnalité, le seul moyen d'installer des applications sur l'appareil était le jailbreak. Il y avait 500 applications disponibles en téléchargement au lancement de l'App Store, ce chiffre s'est multiplié depuis. Maintenant, l'App Store propose plus de 2 millions d'apps à compter de 2016.

### Mail
L'application de Messagerie a été revue, la réception des email via push est ajoutée. Elle prend également en charge les pièces jointes Microsoft Office, ainsi que celles de la suite iWork. D'autres nouvelles fonctionnalités comme la suppression multiple ou la sélection de mails sont ajoutées. Le champ BCC (Blind Carbon Copy) est ajouté, il permet d'envoyer des messages avec une liste de destinataires invisible. Il est également possible de choisir lequel des comptes de messagerie utiliser lors de l'envoi d'un message.

### Contacts
L'application Contacts a maintenant une nouvelle icône sur l'iPod Touch. Avec cette version il y a la possibilité de rechercher les contacts sans les regarder un par un, ainsi que la capacité d'importation des contacts de la carte SIM.

### Plans
De nouvelles fonctionnalités ont été ajoutées pour l'application Plans. Parmi les fonctionnalités ajoutées : Google Street View, les itinéraires des transports en commun et à pied, et la possibilité d'afficher l'adresse de l'endroit où une épingle a été ajoutée.

### Calculatrice
Lorsque l'appareil est en mode paysage, l'application calculatrice affiche une calculatrice scientifique. L'icône de l'application est également mise à jour.

### Réglages
L'application réglages a désormais la capacité d'activer le Wifi en mode Avion, ainsi que la possibilité d'activer ou de désactiver les services de localisation au sein de l'application.

## Appareils supportés
- iPhone (1re génération)
- iPhone 3G
- iPod touch (1re génération)
- iPod touch (2e génération)